# Ulica Stągiewna w Gdańsku
Ulica Stągiewna w Gdańsku (niem. Milchkannengasse) – ulica przecinająca Wyspę Spichrzów w Gdańsku.

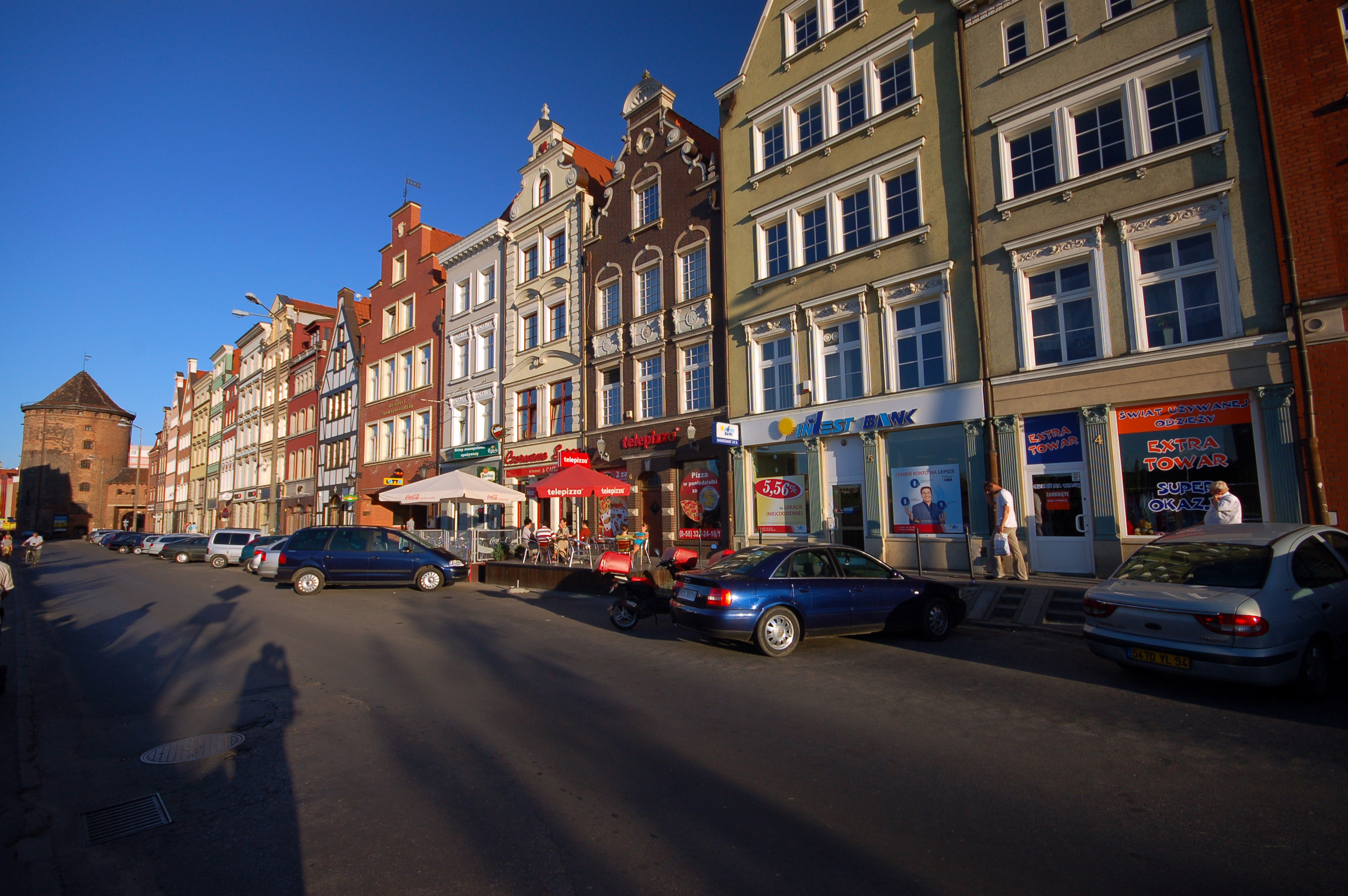
Ulica Stągiewna, 2010

Bierze początek przy Zielonym Moście. Przed 1945 prowadziła pomiędzy spichlerzami, dziś zabudowana jedynie od południa kwartałem historyzujących kamienic wybudowanych w latach dziewięćdziesiątych XX wieku.
Swoją nazwę zawdzięcza Bramie Stągiewnej, zamykającej ulicę od wschodu. Gdańszczanie kojarzyli kształt jej baszt z stągwiami mlecznymi. Ulica kończy się nad Nową Motławą, na moście omijającym zabytkową bramę.

## Obiekty
- Brama Stągiewna (XVI w.)
- Polski Rejestr Statków S.A.
- Puro Hotel